# Ilona Ostrowska
Ilona Ostrowska (sinh ngày 25 tháng 5 năm 1974) là một diễn viên người Ba Lan.
Ilona Ostrowska tốt nghiệp Trường Sân khấu Nhà nước ở Wrocław vào năm 1998. Cô từng làm việc tại Nhà hát Ba Lan và Nhà hát K2 ở Wrocław. Cô đã và đang là diễn viên của Nhà hát Đương đại ở Warsaw kể từ năm 2002. Năm 2004, Ilona Ostrowska kết hôn với nam diễn viên kiêm đạo diễn Jacek Borcuch (họ ly hôn vào năm 2012). Năm 2006, cô sinh con gái đầu lòng Miłosława. Sự nổi tiếng nhất định đã giúp Ilona Ostrowska có được vai diễn Lucy, một người Mỹ gốc Ba Lan, trong sê-ri phim Ranczo của đạo diễn Wojciech Adamczyk. Cha cô  là một thủy thủ và mẹ cô đảm đang công việc nội trợ trong gia đình.

## Vai diễn sân khấu tại Nhà hát Đương đại
- 2001: Imię, trong vai Chị gái
- 2001: Bambini di Praga, trong vai Nadzia
- 2003: Stracone zachody miłości, trong vai Żankietta
- 2004: Nieznajoma z Sekwany, trong vai Irena
- 2004: Pielęgniarki z nocnej zmiany

## Vai diễn trong chương trình Sân khấu trên truyền hình
- 1998: Prawiek i inne czasy, trong vai Adelka
- 1999: Historia PRL według Mrożka, trong vai Nhà báo
- 2001: Przemiana 1999, trong vai Nhà báo
- 2001: Siedem dalekich rejsów, trong vai Anita

## Thành tích nghệ thuật
- 1998: Życie jak poker, trong vai Magda
- 2000: M jak miłość
- 2000: Sezon na leszcza
- 2001: Głośniej od bomb, trong vai Magda
- 2002: Dzień świra
- 2003: Marcinelle, trong vai Mogile Ernesto
- 2003: Na Wspólnej, trong vai Chủ của chiếc xe bán cho Leszek Nowak
- 2004: Tulipany, trong vai Ola
- 2004: Długi weekend
- 2006-2016: Ranczo, trong vai Lucy Wilska
- 2007: Ranczo Wilkowyje, trong vai Lucy Wilska
- 2008: Ile waży koń trojański?, trong vai Zosia
- 2009: Droga do raju, trong vai Ela
- 2009: Naznaczony, trong vai Luật sư
- 2010: Kołysanka trong vai Phóng viên